# Кифирюк Марія Іванівна
Марія Іванівна Кифирюк (нар. 13 липня 1945, Чернівецька область) — українська радянська діячка, новатор сільськогосподарського виробництва, доярка колгоспу імені XXII з'їзду КПРС Глибоцького району Чернівецької області. Депутат Верховної Ради УРСР 10-го скликання.

## Біографія
Освіта середня. 
У 1960—1962 роках — робітниця Турянського лісництва Глибоцького району Чернівецької області.
З 1962 року — доярка колгоспу імені XXII з'їзду КПРС села Турятки Глибоцького району Чернівецької області.
Потім — на пенсії в селі Турятці Глибоцького району Чернівецької області.

## Нагороди
- ордени
- медалі